# Final de la Lliga de Campions de la UEFA de 2006

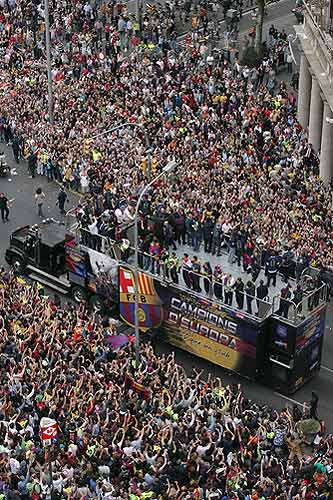
Rebuda massiva de l'equip blaugrana a Barcelona.

La Final de la Lliga de Campions de la UEFA de 2006 va ser l'últim partit de la Lliga de Campions de la UEFA 2005-06, principal competició de futbol d'Europa de clubs. Es va disputar el dimecres 17 de maig de 2006 a l'Stade de France de París, entre el FC Barcelona, representant de la Primera Divisió espanyola i l'Arsenal FC, representant de la FA Premier League anglesa.
El FC Barcelona disputava la seva cinquena final, amb un títol aconseguit, mentre que l'Arsenal FC arribava a la seva primera final, esdevenint el primer club londinenc en aconseguir-ho.

## Camí fins a la final[1]
L'Arsenal va entrar en aquesta competició en finalitzar segon a la FA Premier League 2004-05, i el Barcelona en guanyar la Lliga. Ja a la Lliga de Campions, el FC Barcelona va guanyar el seu grup i va avançar a la final després de vèncer el Chelsea FC, SL Benfica i AC Milan. L'Arsenal va guanyar el seu grup sense encaixar cap gol contra el Reial Madrid CF, la Juventus de Torí i el Vila-real CF.
| Equip            | PJ | PG | PE | PP | GF | GC | DG  | Pts |
| ---------------- | -- | -- | -- | -- | -- | -- | --- | --- |
| FC Barcelona     | 6  | 5  | 1  | 0  | 16 | 2  | +14 | 16  |
| Werder Bremen    | 6  | 2  | 1  | 3  | 12 | 12 | 0   | 7   |
| Udinese          | 6  | 2  | 1  | 3  | 10 | 12 | -2  | 7   |
| Panathinaikos FC | 6  | 1  | 1  | 4  | 4  | 16 | -12 | 4   |

| Equip           | PJ | PG | PE | PP | GF | GC | DG | Pts |
| --------------- | -- | -- | -- | -- | -- | -- | -- | --- |
| Arsenal FC      | 6  | 5  | 1  | 0  | 10 | 2  | +8 | 16  |
| AFC Ajax        | 6  | 3  | 2  | 1  | 10 | 6  | +4 | 11  |
| FC Thun         | 6  | 1  | 1  | 4  | 4  | 9  | -5 | 4   |
| Sparta de Praga | 6  | 0  | 2  | 4  | 2  | 9  | -7 | 2   |

## Avantmatx
Corresponia a la UEFA seleccionar a quin estadi es jugaria la final. Fou escollit el Stade de France de París, per la seva capacitat i infraestructura, així com la ciutat de París i l'aeroport. La UEFA també va realitzar una sèrie de visites al lloc. L'estadi ja va organitzar la final entre el Reial Madrid i València, que el Real Madrid va guanyar 3-0, en la que va ser la primera vegada que dos clubs del mateix país s'havien enfrontat a la final. A París mateix (si bé al Parc dels Prínceps, on el París Saint-Germain juga habitualment els seus partits), ja s'hi havien disputat les finals de la Copa d'Europa de 1956, 1975 i 1981, les finals de 1978 i 1995 de la Recopa d'Europa i la final de la Copa de la UEFA de 1998.
El FC Barcelona va instal·lar al Mini Estadi una pantalla de televisió de 70 metres (230 peus) perquè un públic aproximat de 15.276 pogués seguir el partit en directe. Dies abans de la final, es calcula que 1,2 milions de persones es van reunir als carrers de Barcelona, ja que l'equip va recórrer la ciutat en dos autobusos de dos pisos amb sostre obert per celebrar la Lliga guanyada aquella mateixa temporada. L'Arsenal arribà al partit després d'establir un nou rècord de minuts consecutius sense encaixar cap gol, concretament 919 en total, després del que van rebre contra de l'AFC Ajax en la fase de grups. L'Arsenal arribava a la seva primera final europea després de sis anys; en l'anterior s'havien enfrontat amb el Galatasaray SK a la final de la Copa de la UEFA de 2000, partit que va acabar sense gols després dels 90 minuts de temps reglamentari i de la pròrroga. L'Arsenal va acabar perdent a la tanda de penals per 4-1. Dels jugadors que van jugar a aquella final, només Thierry Henry i Dennis Bergkamp es va mantenir al club, mentre que Sylvinho, que jugava amb l'Arsenal en aquell moment, ara era jugador del Barcelona.
La del 2006 fou la primera vegada en què l'Arsenal es classificava per a la final de la màxima competició europea; en fer-ho va esdevenir el primer club de Londres a arribar-hi. Per al Barcelona, en canvi, era la cinquena final de la Champions League; en la seva última aparició havia perdut per 4-0 davant el Milan el 1994. Les altres tres finals de Copa d'Europa disputades per l'equip blaugrana havien acabat amb un triomf (el 1992 contra la Sampdoria) i dues derrotes (el 1961 contra el Benfica i el 1986 contra el Steaua de Bucarest). Prèviament a la final, el Barcelona havia guanyat la seva lliga domèstica per divuitena vegada. L'equip era considerat com el millor del continent en aquell moment, pel fet de comptar amb jugadors com Ronaldinho i Samuel Eto'o. El jugador del Barcelona Deco va rebutjar el paper de favorits, insistint que no volia entrar en autocomplaences: "El Milan anava guanyant 3-0 contra el Liverpool l'any passat i va acabar perdent al final. Hem de jugar amb seriositat i estar tranquils i totalment concentrats per no cometre errors".
Tots dos equips arribaren invictes a la final. L'Arsenal només havia concedint dos gols en els seus 12 partits previs entre la fase de grups i les eliminatòries, incloent-hi un registre de deu partits successius sense encaixar cap gol. El Barcelona, per contra, havia marcat 114 gols entre totes les competicions abans de la final. Tots dos finalistes tenien assegurada una quantitat de diners després del partit. L'Arsenal rebria un ingrés d'uns 37.3m € si guanyaven i aproximadament 34.7m € si perdien. Pel que fa al Barcelona, el conjunt català guanyaria 31.5m € d'ingressos en cas de victòria, i al voltant de 28.9m € en cas de derrota. Inclosos en els totals hi havia aproximadament 6,4 milions de € que recaptaria directament el guanyador de la final, mentre el subcampió en rebria aproximadament 3,8 milions. Per a la final el 2006 es va fer necessària la confecció d'un nou trofeu després del triomf del Liverpool contra l'AC Milan l'any anterior. Com que el Liverpool havia guanyat la competició per cinquena vegada, tenien dret a conservar el trofeu i, per tant, calgué fer-ne un de nou.
S'esperava que el Barcelona jugués amb una formació de 4-2-3-1, amb Ronaldinho i Ludovic Giuly com a extrems, Deco com a mitjapunta, i Samuel Eto'o com a home més avançat. Hi havia dubtes sobre si l'estat físic de Lionel Messi li permetria de participar en la final; tenia molèsties a la cuixa després del partit de tornada amb el Chelsea FC, i no havia tornat a jugar des d'aleshores. Finalment va ser inclòs en la convocatòria per a la final, però no jugà cap minut. Per part de l'Arsenal, la seva formació teòrica era un 4-5-1, amb Thierry Henry com a únic davanter. Es va discutir molt sobre si José Antonio Reyes prendria el lloc de Robert Pires a l'esquerra del centre del camp. S'havia anunciat abans del partit que aquest seria l'últim partit de Pires amb l'Arsenal, ja que havia acceptat una oferta del Vila-real CF per jugar-hi la temporada següent.
El matí de la final es va saber que el jutge de línia Ole Hermann Borgan havia sortit en unes fotografies amb una samarreta del Barcelona al Drammens Tidende, un diari noruec. La UEFA decidí finalment que el substituís el seu company noruec Arild Sundet. El cap de Noruega de l'arbitratge (Rune Pedersen) remarcà que "és una regla no escrita que els àrbitres no han de fer res que pugui fer dubtar de llur imparcialitat".

## Desenvolupament[2]

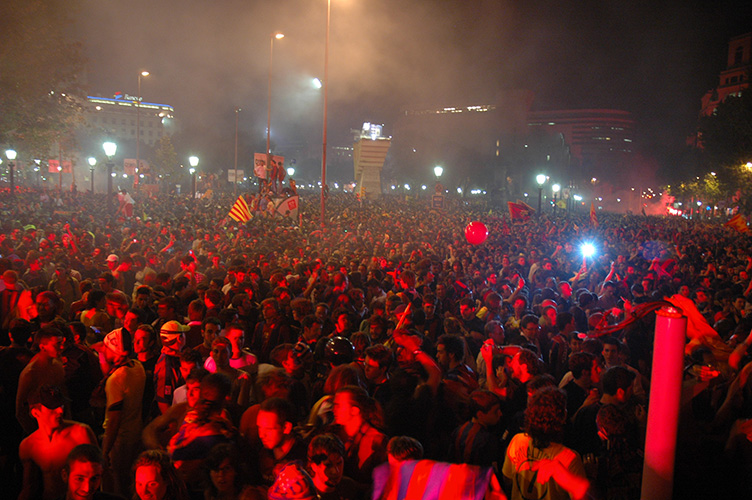
Celebració de la victòria a la Plaça Catalunya de Barcelona.

El Barcelona va formar una alineació amb un 4-3-3 amb Mark van Bommel, Edmílson i Deco, per davant de Xavi i Andrés Iniesta. Lionel Messi no figuraven en la plantilla jornada de competició, tot i tornar de la lesió i amb en l'equip jove de 22, mentre que Henrik Larsson en el potencialment seu últim partit per al club va ser un dels substituts. Arsenal va alinear una formació 4-5-1, que va veure Emmanuel Eboué reemplaçar el lesionat Lauren i Ashley Cole retorn al lateral esquerre perquè només la seva tercera aparició en la competició aquesta temporada a causa d'una lesió. Thierry Henry es va desplegar com a únic davanter, amb Fredrik Ljungberg jugant fora de la seva espatlla. Els victoriosos jugadors del Barcelona de rebre les seves medalles.
Com l'elecció dels dos equips primer colors claret del moment, l'Arsenal portava el seu groc tira lluny, mentre que Barcelona portaven el kit de ratlles blaves tradicionals i granat. Arsenal va guanyar el volat i Barcelona es va iniciar.Barcelona gairebé immediatament va caure sota pressió quan Thierry Henry tir directe a Barcelona el porter Víctor Valdés, que va concedir una cantonada. Des de la cantonada resultant Arsenal va tenir una altra oportunitat de nou cortesia d'Henry, el xut va ser salvat de nou per Valdés. El proper atac als set minuts va donar al porter de l'Arsenal Jens Lehmann, d'estalvi de Ludovic Giuly després que li va disparar des d'un angle estret. Quatre minuts més tard de Barcelona van rebre un tir lliure 35 iardes (32 m) de la meta; posteriorment Ronaldinho va disparar desviat de la porteria. Amb 18 minuts jugats Lehmann va esdevenir la primera persona a ser expulsat en una final de la Copa d'Europa després d'haver enderrocat Samuel Eto'o fora de l'àrea de l'Arsenal. Giuly va marcar posteriorment, però l'objectiu es va descartar a causa de la falta. Arsenal Robert Pires posteriorment substituït per Manuel Almunia, porter de l'Arsenal substitut. El tir lliure va ser enviat d'ample per Ronaldinho. Després de la desestimació de Lehmann Barcelona va començar a exercir més pressió sobre l'Arsenal, fins al punt d'Emmanuel Eboué va ser amonestat per un Tackle alt. Arsenal va superar el seu desavantatge numèrica per marcar en el minut 35 quan Sol Campbell va rematar de cap un tir lliure després manca Carles Puyol sobre Emmanuel Eboué, encara que alguns observadors creien que Eboué va aparèixer a bussejar. Arsenal va conservar el seu avantatge durant la resta de la mitjana, com la millor oportunitat de Barcelona vi per cortesia d'Eto'o, el xut va colpejar el pal a través d'un estalvi d'Almunia.
Barcelona substitueix Edmílson, que havia patit una lesió en el primer semestre, amb Andrés Iniesta per al segon semestre, en un esforç per igualar. El període immediatament després del descans van veure poques oportunitats, però després de sis minuts de la segona meitat Iniesta tenia un tret salvat per Almunia. Just després d'una hora de joc, Barcelona Mark van Bommel substituït pel davanter Henrik Larsson. Minuts després, Aliaksandr Hleb va rebre una passada d'Henry, però el xut desviat de la porteria. Arsenal va començar a pressionar cap endavant i tant Henry i Fredrik Ljungberg va veure trets dreceres; Henry després va tenir una altra oportunitat de marcar després d'haver estat a través de Hleb, però li va disparar directament a Valdés.Arran d'aquest atac Oleguer va ser substituït per Juliano Belletti, i l'Arsenal va respondre mitjançant la substitució de Cesc Fàbregas amb Mathieu Flamini. Immediatament després de les substitucions, Iniesta va enviar una passada per la banda esquerra per Larsson, que va passar a Eto'o, que va empatar per al Barcelona. Quatre minuts més tard Barcelona va tenir un altre atac, com Larsson va creuar a Belletti, que va córrer cap a la pilota i va disparar entre les cames d'Almunia per marcar en el primer pal. Els minuts restants va veure Arsenal substituir Hleb amb Reis en una intent d'igualar, però el Barcelona va tenir la millor oportunitat durant aquest període, només per Giuly per colpejar el seu xut directament a Almunia. Després d'això, Larsson impedit el porter de l'Arsenal i es va advertir com a resultat.
El partit va acabar poc després amb el Barcelona va guanyar 2-1. Un podi va ser arreglat al centre del camp per presentar el trofeu i medalles als equips. El capità del Barcelona Carles Puyol va recollir el trofeu de la UEFA, Lennart Johansson, president del Barcelona van celebrar el seu segon triomf a la Copa d'Europa. Com a resultat de guanyar la UEFA Champions League, Barcelona s'enfrontaria a Sevilla, els guanyadors de la Copa de la UEFA, a la Supercopa d'Europa de futbol. El següent partit, jugat el 25 d'agost de 2006, va guanyar 3-0 pel Sevilla. La victòria de Barcelona significava que també participaria en el Mundial de Clubs. Recepció d'un bye a la primera ronda, va derrotar el Club Amèrica per 4-0 en les semifinals per passar a la final on es van enfrontar a la Copa Libertadores campions Internacional, que va guanyar per 1-0.

## Partit

### Formació titular
Barcelona
| Porter                 | Defenses                                                            | Migcampistes                  | Davanters                             |
| ---------------------- | ------------------------------------------------------------------- | ----------------------------- | ------------------------------------- |
| Víctor Valdés          | Giovanni van Bronckhorst Rafael Márquez Carles Puyol Oleguer Presas | Edmílson Mark van Bommel Deco | Ronaldinho Samuel Eto'o Ludovic Giuly |
| Formació: 4-3-3        |                                                                     |                               |                                       |
| Tècnic: Frank Rijkaard |                                                                     |                               |                                       |

Arsenal
| Porter                | Defenses                                           | Migcampistes                                              | Davanters                       |
| --------------------- | -------------------------------------------------- | --------------------------------------------------------- | ------------------------------- |
| Jens Lehmann          | Ashley Cole Sol Campbell Kolo Touré Emmanuel Eboué | Robert Pirès Gilberto Silva Cesc Fàbregas Aliaksandr Hleb | Fredrik Ljungberg Thierry Henry |
| Formació: 4-4-2       |                                                    |                                                           |                                 |
| Tècnic: Arsène Wenger |                                                    |                                                           |                                 |

### Detalls del partit
| 1          | POR        | Víctor Valdés            |     |
| 23         | DEF        | Oleguer Presas           | 71' |
| 5          | DEF        | Carles Puyol             |     |
| 4          | DEF        | Rafael Márquez           |     |
| 12         | DEF        | Giovanni van Bronckhorst |     |
| 8          | MIG        | Ludovic Giuly            |     |
| 17         | MIG        | Mark van Bommel          | 61' |
| 20         | MIG        | Deco                     |     |
| 15         | MIG        | Edmílson                 | 46' |
| 10         | DAV        | Ronaldinho               |     |
| 9          | DAV        | Samuel Eto'o             |     |
| Entrenador | Entrenador | Frank Rijkaard           |     |

| 1          | POR        | Jens Lehmann      |     |
| 27         | DEF        | Emmanuel Eboué    |     |
| 28         | DEF        | Kolo Touré        |     |
| 23         | DEF        | Sol Campbell      |     |
| 3          | DEF        | Ashley Cole       |     |
| 7          | MIG        | Robert Pirès      | 18' |
| 19         | MIG        | Gilberto Silva    |     |
| 15         | MIG        | Cesc Fàbregas     | 74' |
| 13         | MIG        | Aliaksandr Hleb   | 85' |
| 8          | DAV        | Fredrik Ljungberg |     |
| 14         | DAV        | Thierry Henry     |     |
| Entrenador | Entrenador | Arsène Wenger     |     |

| 24 | MIG | Andrés Iniesta   | 46' |
| 7  | DAV | Henrik Larsson   | 61' |
| 2  | DEF | Juliano Belletti | 71' |

| 24 | POR | Manuel Almunia     | 18' |
| 16 | MIG | Mathieu Flamini    | 74' |
| 9  | MIG | José Antonio Reyes | 85' |

| Gol | 76' | Samuel Eto'o     | 1–1 |
| Gol | 81' | Juliano Belletti | 2–1 |

| Gol | 37' | Sol Campbell | 0–1 |

| Amonestat | 69'   | Oleguer Presas |
| Amonestat | 90+3' | Henrik Larsson |

| Amonestat | 29' | Emmanuel Eboué |
| Amonestat | 51' | Thierry Henry  |

|  |

| Expulsat | 18' | Jens Lehmann |

| Àrbitre             | Terje Hauge |                |
| Àrbitres assistents | Arild Sunde | Steinar Holvik |

| 1          | POR        | Víctor Valdés            |     |
| 23         | DEF        | Oleguer Presas           | 71' |
| 5          | DEF        | Carles Puyol             |     |
| 4          | DEF        | Rafael Márquez           |     |
| 12         | DEF        | Giovanni van Bronckhorst |     |
| 8          | MIG        | Ludovic Giuly            |     |
| 17         | MIG        | Mark van Bommel          | 61' |
| 20         | MIG        | Deco                     |     |
| 15         | MIG        | Edmílson                 | 46' |
| 10         | DAV        | Ronaldinho               |     |
| 9          | DAV        | Samuel Eto'o             |     |
| Entrenador | Entrenador | Frank Rijkaard           |     |

| 1          | POR        | Jens Lehmann      |     |
| 27         | DEF        | Emmanuel Eboué    |     |
| 28         | DEF        | Kolo Touré        |     |
| 23         | DEF        | Sol Campbell      |     |
| 3          | DEF        | Ashley Cole       |     |
| 7          | MIG        | Robert Pirès      | 18' |
| 19         | MIG        | Gilberto Silva    |     |
| 15         | MIG        | Cesc Fàbregas     | 74' |
| 13         | MIG        | Aliaksandr Hleb   | 85' |
| 8          | DAV        | Fredrik Ljungberg |     |
| 14         | DAV        | Thierry Henry     |     |
| Entrenador | Entrenador | Arsène Wenger     |     |

| 24 | MIG | Andrés Iniesta   | 46' |
| 7  | DAV | Henrik Larsson   | 61' |
| 2  | DEF | Juliano Belletti | 71' |

| 24 | POR | Manuel Almunia     | 18' |
| 16 | MIG | Mathieu Flamini    | 74' |
| 9  | MIG | José Antonio Reyes | 85' |

| Gol | 76' | Samuel Eto'o     | 1–1 |
| Gol | 81' | Juliano Belletti | 2–1 |

| Gol | 37' | Sol Campbell | 0–1 |

| Amonestat | 69'   | Oleguer Presas |
| Amonestat | 90+3' | Henrik Larsson |

| Amonestat | 29' | Emmanuel Eboué |
| Amonestat | 51' | Thierry Henry  |

|  |

| Expulsat | 18' | Jens Lehmann |

| Àrbitre             | Terje Hauge |                |
| Àrbitres assistents | Arild Sunde | Steinar Holvik |

|                              |
|                              |
| Catalunya                    |
| Campió FC Barcelona 2n títol |